# Tchiprovtsi (obchtina)
La commune de Tchiprovtsi (en bulgare Община Чипровци - Obchtina Tchiprovtsi) est située dans le nord-ouest de la Bulgarie.

## Géographie
La commune de Tchiprovtsi est située dans le nord-ouest de la Bulgarie, à 120 km au nord-nord-ouest de la capitale Sofia.
Son chef lieu est la ville de Tchiprovtsi et elle fait partie de la région de Montana.

## Administration

### Structure administrative
La commune compte 1 ville et 9 villages (population totale : 4419 habitants au 15 septembre 2008) :
| - ville de Tchiprovtsi - 2274 hab. - village de Bélimél - 266 hab. - village de Gorna Kovatchitsa - 129 hab. - village de Gorna Louka - 205 hab. - village de Jélézna - 390 hab. | - village de Martinovo - 379 hab. - village de Mitrovtsi - 107 hab. - village de Prévala - 530 hab. - village de Ravna - 58 hab. - village de Tchélustnitsa - 81 hab. |

## Galerie

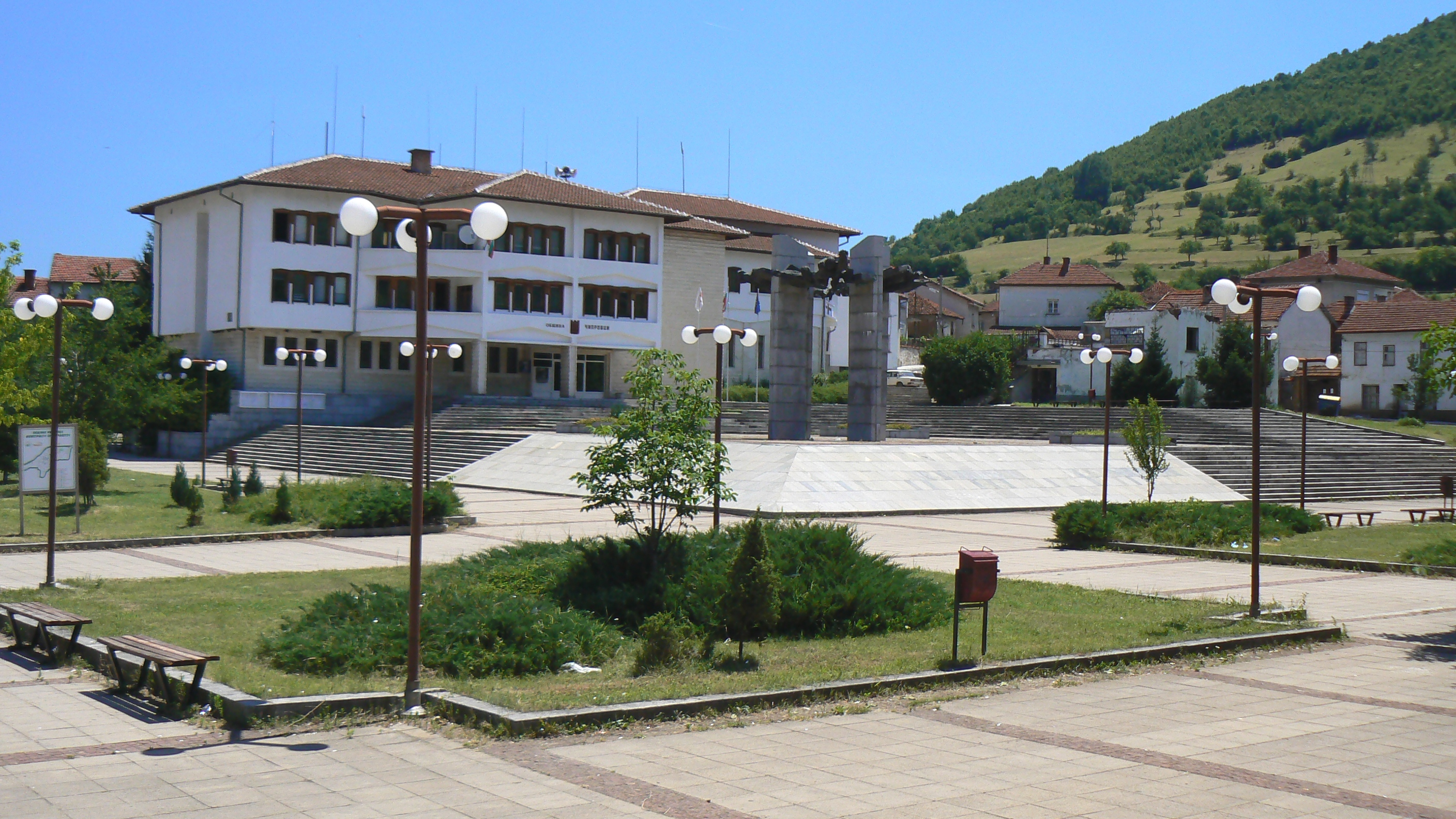
La place centrale et la mairie de Tchiprovtsi
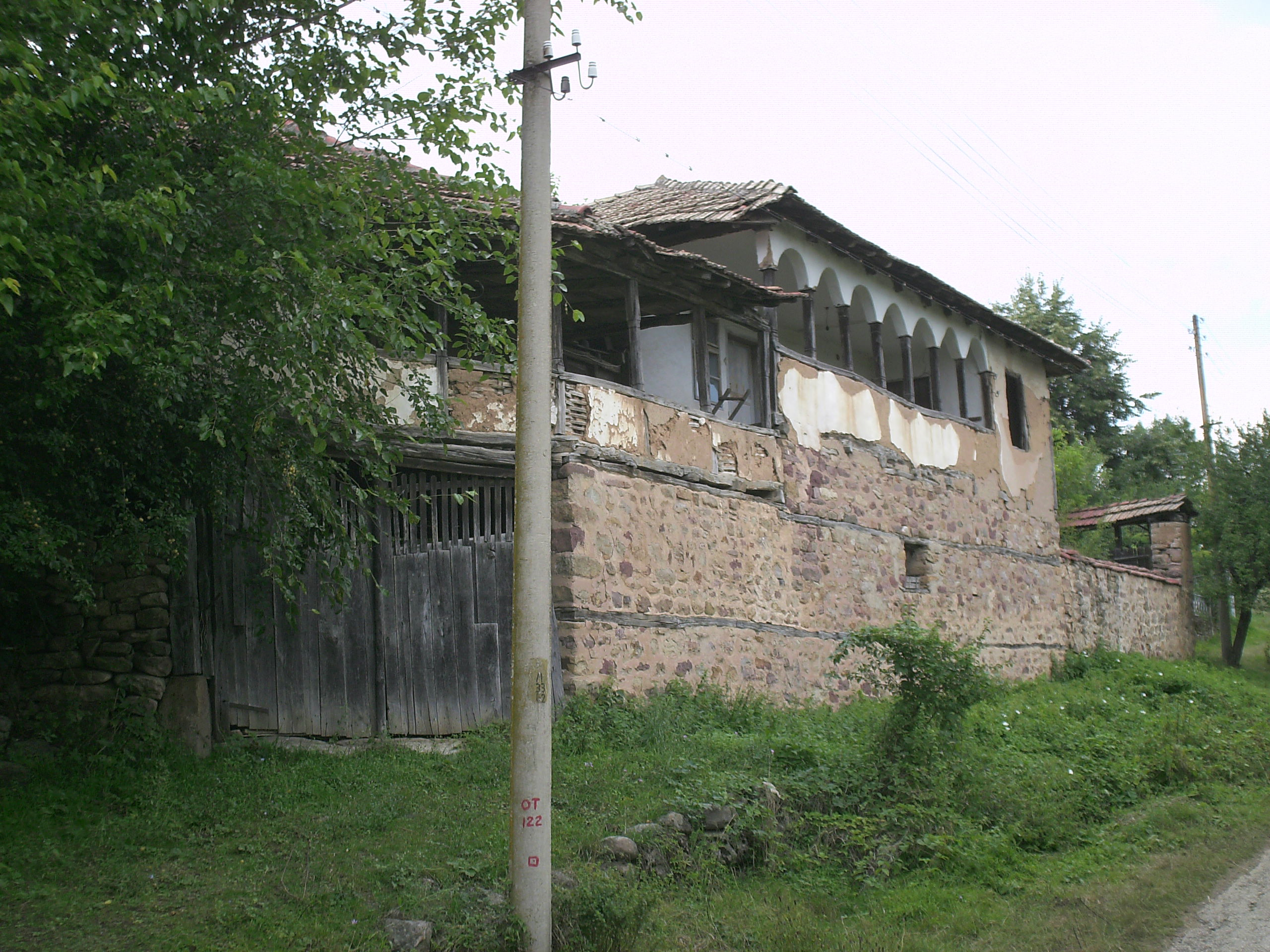
Vieille maison traditionnelle à Gorna Kovatchitsa
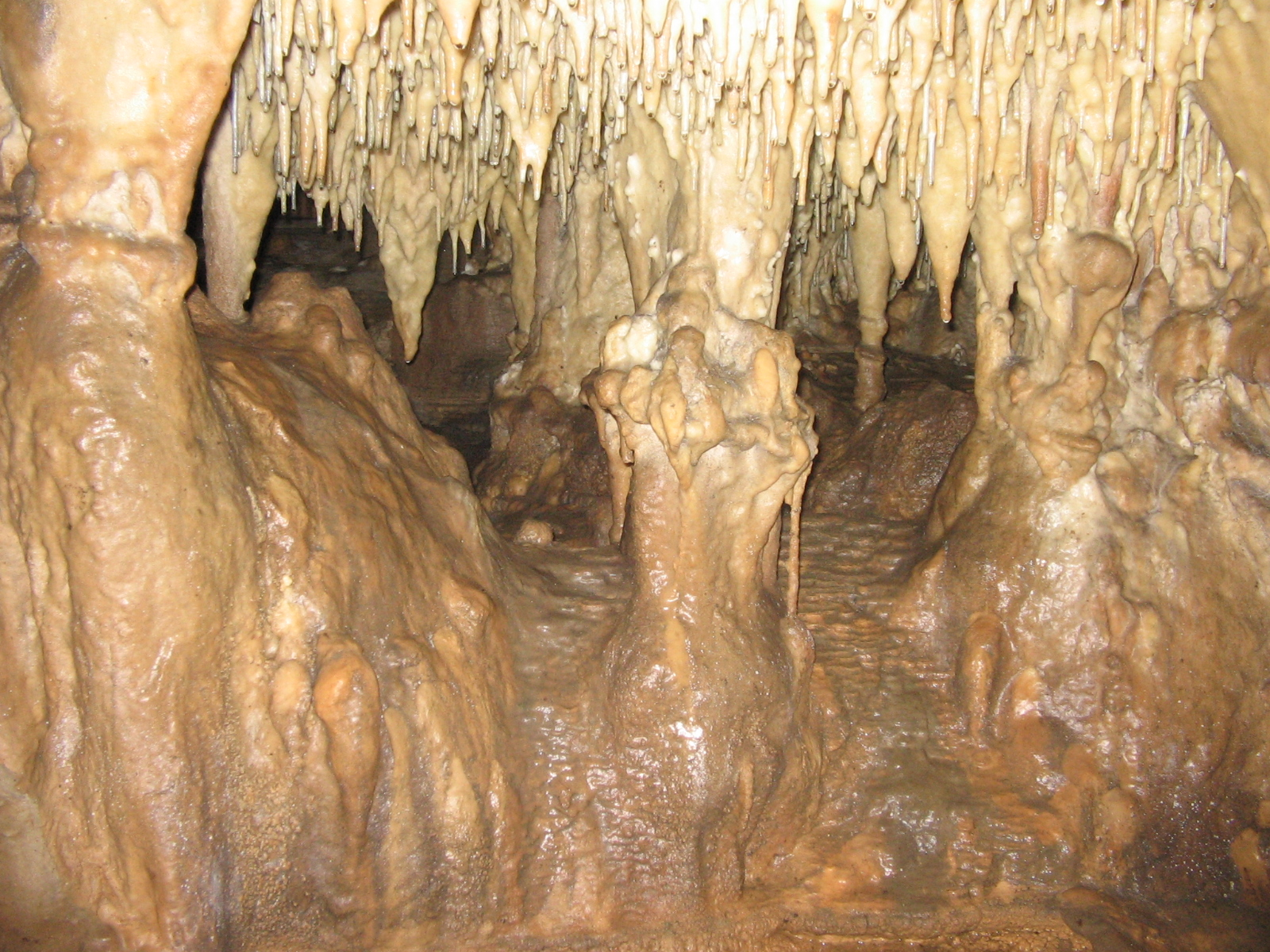
La grotte de Michine kamak près de Gorna Louka
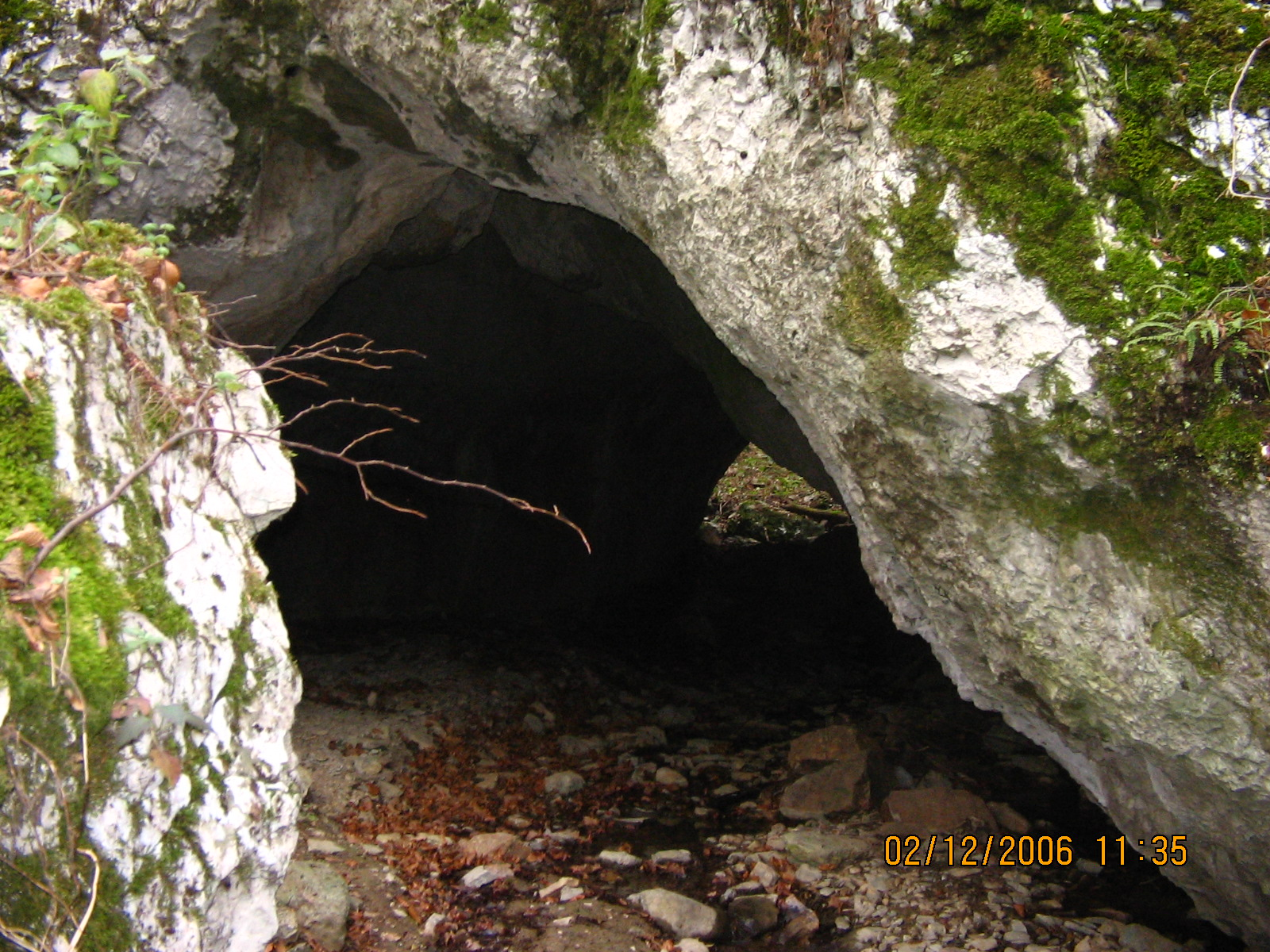
Grotte près de Prévala